# 1997년
1997년은 수요일로 시작하는 평년이다.

## 사건
- 2월 12일 - 황장엽 조선노동당 국제담당 서기가 대한민국으로 망명했다.
- 2월 21일 - 대한민국 프로 농구가 출범하다.
- 2월 25일 - 김정일의 전처인 성혜림의 조카이자 방송PD인 이한영이 피습당하여 사망하는 사건이 발생했다.
- 3월 6일 - 좌초된 LST 문산이 장사동 해안가에서 발견됨
- 4월 1일 - 우주피스 공화국의 건국일. 우주피스 공화국은 1년에 단 하루만 열리는 나라다.
- 4월 17일 - 대한민국 대법원이 전두환 전 대통령에게는 무기징역과 2,205억 원의 추징금을, 노태우 전 대통령에게는 징역 17년과 추징금 2,628억 원을 선고하다.
- 4월 22일 -
  - 진로그룹 부도.
  - 투팍 아마루 반군에 의한 페루 리마 주재 일본 대사관 점거사건이 종료되다.
- 5월 1일 - 영국에서 총선이 실시되어 다음날 토니 블레어가 총리에 취임하다.
- 5월 15일 - 채널 터널이 전체 복구되다.
- 5월 17일 - 자이르의 반군이 수도 킨샤샤에 입성. 자이르 정부군의 무조건 항복 요구.
- 5월 18일 - 자이르 반군이 국정 전반을 장악. 콩고 민주 공화국으로 개칭.
- 6월 2일 - 한신공영그룹 부도.
- 7월 1일 - 홍콩이 영국에서 중국으로 반환되다.
- 7월 4일 - 패스파인더 화성 탐사선이 화성에 착륙하여 같은해 9월 27일까지 지구로 사진과 정보를 전송하다.
- 7월 15일 - 경상남도 울산시가 울산광역시로 승격되다.
- 8월 6일 - 대한항공 801편이 괌에서 추락하여 228명이 사망하고 26명이 부상을 입었다.
- 8월 15일 - 대한민국, 김영삼 대통령, 광복절 기념사에서 한반도 평화정착을 위한 4대 원칙 발표.
- 8월 19일
  - 조선민주주의인민공화국, 경수로 착공.
  - 유엔 통계국, 세계인구 57억 5천 100만 명이라고 발표.
- 8월 31일 - 다이애나 스펜서 당시 전 영국 왕세자비가 프랑스 파리에서 연인으로 추정되는 도디 알파에드와 교통사고로 사망.
- 9월 3일 -
  - 원자력 발전소 월성 2호기 준공.
  - 베트남 항공 여객기 프놈펜 인근 추락, 한국인 21명 포함 65명 사망.
- 9월 5일 - 테레사 수녀가 향년 87세로 사망.
- 9월 12일 -
  - 박초롱초롱빛나리 유괴 살해 사건의 피해자인 박초롱초롱빛나리 양, 13일 만에 숨진 채 발견. 용의자는 20대 여성으로 몸값을 노리고 여아를 살해했다고 자백.
  - 빌 클린턴 미국 대통령, 스티븐 보스워스 한반도에너지개발기구(KEDO) 사무총장을 주한 미국 대사로 임명.
- 9월 13일 - 
  - 이인제 경기지사, 신한국당 탈당 대통령선거 출마 공식 선언.
- 9월 19일 - 대한민국 법무부, 양계혈통주의를 골자로 한 국적법 개정안 마련.
- 10월 1일 - 한국통신, 정부출자기관으로 전환.
- 10월 3일 - 국제원자력기구(IAEA), 조선민주주의인민공화국 핵시설물 사찰과 관련 조선민주주의인민공화국 정부에 전면적 협조 촉구 결의안 채택.
- 10월 8일 - 조선민주주의인민공화국 조선중앙방송, 김정일의 당총비서직 공식추대 발표.
- 10월 12일 - 대한제국 수립 100주년.
- 10월 15일 -
  - 쌍방울 그룹 화의 신청.
  - 카시니-하위헌스 호가 토성을 향해 발사되다.
- 11월 7일 - 김영삼 대통령이 신한국당에서 탈당하고 무소속 전향하다.
- 11월 10일 - 미국, 월드컴과 MCI 통신사가 370억달러 규모의 대규모 합병을 선언하다.
- 11월 17일
  - 이집트 룩소르에서 관광객 62명이 이슬람교 근본주의자들에게 살해되다.
  - 존 덴버가 비행기 추락 사고로 사망하다.
- 11월 21일 - 대한민국 정부가 국제통화기금(IMF)에 구제금융을 요청하다(IMF 외환위기), 신한국당이 한나라당으로 개명하였다.
- 11월 26일 - 재미 한국인들, '모국에 달러 보내기 운동' 시작.
- 12월 3일 - IMF 자금지원 협상이 정부종합청사에서 5시간의 마라톤 회의 끝에 타결.
- 12월 4일 - 서울 보라매병원 사건이 일어나다.
- 12월 8일 - 대우그룹, 쌍용자동차 지분 53.5%와 경영권 인수 합의.
- 12월 10일 - 카자흐스탄이 수도를 알마티에서 아스타나로 이전하다.
- 12월 16일 - 
  - 환율 제한폭이 철폐되다. 한화그룹, 한화에너지와 한화에너지 플라자 매각 결정.
  - 일본에서 포켓몬스터 38화인 전뇌전사 폴리곤을 시청하던 600명 이상의 어린이들이 발작을 일으켜 1998년 4월 15일까지 119일 동안 방영되지 못한 사건이 일어나다.
- 12월 19일 - 대한민국의 15대 대통령 선거에서 김대중이 당선되다.
- 12월 22일 - 전두환·노태우 전 대통령이 특별사면복권으로 석방되다.
- 12월 30일 - 대한민국에서 흉악범 23명에 대한 사형이 집행되다. 이후 대한민국에서는 20년 넘게 단 한 건의 사형집행도 이뤄지지 않아 사실상 사형 폐지국으로 분류되고 있다.

## 문화
- 2월 3일 - 아리랑국제방송 국내방송 개국.
- 2월 18일 - 대우자동차(한국GM의 전신)에서 누비라와 레간자를 출시하다.
- 3월 2일 - 초등학교 교과목에 3~6학년 영어과목이 신설되었다.
- 3월 3일 - 현대자동차에서 스타렉스를 출시하다.
- 3월 27일 - 기아자동차에서 엔터프라이즈를 출시하다.
- 4월 15일 - 대한민국의 아이돌 그룹 젝스키스가 데뷔하였다.
- 4월 25일 - 청주불교방송 5번째 개국.
- 4월 28일 - 청주국제공항 개항.
- 5월 11일 - IBM 사의 컴퓨터 딥 블루가 처음으로 체스 세계 챔피언 게리 카스파로프를 이기다.
- 5월 13일 - KBS 1TV에서 긴급구조 119를 화요일에 마지막 방송을 하고 5월 봄개편에 따라 수요일로 변경을 했다.
- 5월 14일 - 스타얼라이언스 설립.
- 5월 19일 - KBS 1TV, KBS 2TV, MBC TV, SBS TV 평일 오후 방송시간을 17시에서 16시로 변경을 하다. 평일 오후 방송시간을 16시부터 새벽 1시까지 방송을 정했다.
- 6월 4일 - 긴급구조 119가 KBS 1TV의 채널에서 화요일에 수요일로 변경이 되었고, 수요일 저녁 19시 35분에 방영을 하다.
- 6월 26일 - KBS 영상사업단 파파파 유치원 하나둘셋이 출시되다.
- 7월 30일 - MBC TV에서 요술천사피치를 재방영을 하다.
- 8월 18일 - EBS TV(현 EBS 1TV)가 광고업무 준비가 시행되었다.
- 8월 28일 - 현대자동차에서 아토스를 출시하다.
- 8월 29일 - KBS 영상사업단 최할리의 MUSIC ENGLISH가 출시되다.
- 8월 31일 - EBS TV(현 EBS 1TV)의 채널은 광고방송(상업광고방송)을 실시 준비를 하다.
- 9월 1일
  - UBC 울산방송 텔레비전이 개국하였다.
  - EBS TV(현 EBS 1TV)가 광고방송(상업광고방송)을 재개시 및 재실시를 하기 시작하였다.
- 9월 3일 - MBC 프로덕션 경석이와 뽀미의 열린유치원가 출시되다.
- 9월 9일 - KNN 파워FM 개국.
- 9월 27일 - JTV 전주방송 텔레비전이 개국하였다.
- 9월 28일 - 대한민국, 1998 프랑스 월드컵 아시아 예선전에서 일본을 꺾어 월드컵 본선 4회 연속 진출 성공.
- 10월 1일
  - 대한민국, 개인휴대통신(PCS) 상용서비스 개시.
  - 훈민정음, 조선왕조실록 유네스코가 정한 세계기록문화유산으로 등록.
- 10월 6일 - 제주도에서 제 42회 아시아 태평양 영화제 개막식.
- 10월 7일 - MBC TV에서 요술천사피치를 재종영을 하다.
- 10월 11일 - 대한민국 인천광역시일원, 경기도일부지역에서 iTV 인천방송 텔레비전 개국.
- 10월 14일 - 쌍용자동차에서 체어맨을 출시하다.
- 10월 18일 - CJB 청주방송 텔레비전이 개국하였다.
- 10월 20일 - 대한민국의 아이돌 그룹 태사자가 데뷔하였다.
- 10월 25일 - KBO 리그 KBO 한국시리즈 5차전에서 해태 타이거즈가 LG 트윈스를 6대 1로 꺾고 시리즈 전적 4승 1패로 통산 9번째 우승을 달성하였다. 1996년 한국시리즈에 이은 2연패이다.
- 10월 28일 - 소방차가 직접 제작한 그룹 NRG가 데뷔하였다.
- 11월 19일 - 대한민국, 1998학년도 대학수학능력시험을 실시하다.
- 11월 23일 - 대한민국의 아이돌 그룹 S.E.S.가 데뷔하였다.
- 11월 26일 - 대구 도시철도 1호선 진천 ~ 중앙로 구간 개통.
- 12월 1일 - 대한민국 대구광역시 및 경상북도 일원에서 TBC Dream FM 개국.
- 12월 2일 - 대한민국 서울특별시, 경기도 및 인천광역시 일원에서 경기방송 KFM 개국.
- 12월 20일 - 대한민국 TBN 한국교통방송 개국.
- 12월 20일 - 대한민국 광주광역시 및 전라남도 일원에서 TBN 광주교통방송 개국.
- 12월 23일 - 대한민국 부산광역시에서 TBN 부산교통방송 개국.

## 탄생

### 1월
- 1월 1일 - 대한민국의 사격 선수 김청용.
- 1월 2일
  - 베트남의 태권도 선수 쯔엉티낌뚜옌.
  - 스페인의 축구 선수 카를로스 솔레르.
  - 파키스탄의 육상 선수 아르샤드 나딤.
- 1월 3일
  - 대한민국의 가수 김동혁 (IKON).
  - 대한민국의 가수 제인 (모모랜드).
  - 대한민국의 유튜버 양팡.
  - 브라질의 축구 선수 에릭 파리아스.
- 1월 4일 - 스페인의 축구 선수 앙헬리뇨.
- 1월 5일
  - 대한민국의 가수 수윤.
  - 스페인의 축구 선수 헤수스 바예호.
- 1월 6일
  - 대한민국의 축구 선수 강지훈.
  - 대한민국의 트로트 가수 옥진욱.
- 1월 7일
  - 대한민국의 가수 이새롬 (Fromis 9).
  - 대한민국의 가수 유현 (드림캐쳐).
  - 대한민국의 가수 지니 (굿데이).
  - 대한민국의 배우 유현주.
  - 대한민국의 야구 선수 최원태.
  - 대한민국의 축구 선수 김강국.
  - 대한민국의 전 오브 레전드 프로게이머 노바.
- 1월 8일 - 슬로베니아의 유도 선수 안드레야 레슈키.
- 1월 9일
  - 중국의 가수 겸 코스플레이어 Liyuu.
  - 프랑스의 축구 선수 이사 디오프.
  - 일본의 배우 니시하타 다이고.
  - 대한민국의 축구 선수 이준기.
- 1월 10일 - 일본의 배우 콘노 아유리.
- 1월 11일
  - 대한민국의 전직 스타크래프트 프로게이머 이승현.
  - 대한민국의 야구 선수 구본혁.
  - 쿠바의 권투 선수 호아니스 아르힐라고스.
- 1월 12일 - 대한민국의 유튜버 아이리스 (팀샐러드).
- 1월 13일
  - 콜롬비아의 축구 선수 루이스 디아스.
  - 캐나다의 아이스하키 선수 코너 맥데이비드.
- 1월 14일
  - 대한민국의 바둑 기사 변상일.
  - 대한민국의 가수 오로라 (네이처).
  - 일본의 야구 선수 이토 유스케.
  - 노르웨이의 가수 페더 엘리아스.
- 1월 15일
  - 대한민국의 가수 최예근.
  - 대한민국의 쇼핑호스트 장가희.
- 1월 16일 - 스페인의 축구 선수 파우 토레스.
- 1월 17일
  - 대한민국의 수영 선수 김가을.
  - 미국의 유튜버 제이크 폴.
- 1월 20일 - 대한민국의 모델, 배우 이호정.
- 1월 21일
  - 대한민국의 탁구 선수 임종훈.
  - 미국의 성우, 배우 제러미 셰이다.
  - 튀르기예의 축구 선수 유수프 야즈즈.
- 1월 22일
  - 대한민국의 축구 선수 김경민.
  - 대한민국의 가수, 배우 이준영.
  - 중화인민공화국의 탁구 선수 판전둥.
  - 일본의 아이돌 이쿠타 에리카. (노기자카46)
- 1월 23일
  - 대한민국의 연극배우 이주희.
  - 이집트의 축구 선수 라마단 소비.
- 1월 24일 - 대한민국의 축구 선수 이종현.
- 1월 25일 - 영국의 유도 선수 첼시 자일스.
- 1월 26일 - 대한민국의 전 리그 오브 레전드 프로게이머 폰.
- 1월 27일
  - 일본의 축구 선수 이타쿠라 고.
  - 대한민국의 야구 선수 안상현.
- 1월 28일 - 대한민국의 인권운동가, 프로게이머 하예나.
- 1월 29일
  - 대한민국의 리그 오브 레전드 프로게이머 렘.
  - 일본의 배우 히라노 쇼.
- 1월 30일
  - 대한민국의 쇼트트랙 선수 심석희.
  - 대한민국의 가수 새봄 (네이처).
- 1월 31일 - 대한민국의 가수 미연 ((여자)아이들).

### 2월
- 2월 1일
  - 대한민국의 가수 지효 (트와이스).
  - 대한민국의 축구 선수 이동준.
- 2월 2일
  - 대한민국의 골프 선수 이혜지.
  - 대한민국의 치어리더 김도희.
  - 대한민국의 성악가 김성현.
- 2월 3일
  - 대한민국의 모델 이다현.
  - 스위스의 사격 선수 니나 크리스텐.
- 2월 5일 - 대한민국의 작가 김시연.
- 2월 6일
  - 스위스의 축구 선수 지브릴 소우.
  - 대한민국의 MC 강민규.
  - 대한민국의 레이싱 모델 서윤지.
  - 대한민국의 가수 루다 (우주소녀).
- 2월 7일
  - 대한민국의 배우 박시우.
  - 이탈리아의 축구 선수 니콜로 바렐라.
  - 중국의 바둑 기사 한이저우.
  - 일본 도쿄의 배우, 성우 나나키 카논.
- 2월 8일
  - 미국의 배우 캐스린 뉴턴.
  - 대한민국의 축구 선수 이유현.
- 2월 10일
  - 미국의 배우 클로이 그레이스 머레츠.
  - 대한민국의 축구 선수 김대원.
  - 대한민국의 가수, 작곡가 JESE.
- 2월 11일
  - 대한민국의 가수 로제 (블랙핑크).
  - 대한민국의 가수 장대현 (위아이).
  - 대한민국의 래퍼 쿤디판다.
  - 일본의 모델, 배우, 가수 시다 유미.
  - 폴란드의 육상 선수 후베르트 후르카치.
- 2월 12일
  - 대한민국의 래퍼 은수 (마이틴).
  - 대한민국의 축구 선수 강신명.
  - 일본의 성우 키노 히나.
  - 대한민국의 농구 선수 안혜지.
- 2월 13일
  - 대한민국의 유튜버 김블루.
  - 대한민국의 아나운서 김가현.
  - 팝의 황제 마이클 잭슨의 첫째 아들 마이클 조셉 잭슨 주니어.
- 2월 14일
  - 대한민국의 가수 재현 (NCT).
  - 스위스의 축구 선수 브릴 엠볼로.
  - 대한민국의 바둑 기사 송혜령.
  - 대한민국의 리그 오브 레전드 프로게이머 카사.
- 2월 15일 - 미국의 농구 선수 데릭 존스 주니어.
- 2월 16일
  - 대한민국의 기상 캐스터 임은진.
  - 일본의 축구 선수 나카야마 유타.
  - 일본의 아이돌 모기 시노부. (AKB48)
- 2월 17일
  - 대한민국의 배우 이서원.
  - 대한민국의 야구 선수 구창모.
  - 대한민국의 배우 김민하.
  - 이탈리아의 축구 선수 가에타노 카스트로빌리.
  - 튀르기예의 축구 선수 제키 첼리크.
  - 대한민국의 축구 선수 김영근.
- 2월 18일 - 대한민국의 가수 도겸 (세븐틴).
- 2월 19일
  - 벨기에의 유도 선수 마티아스 카스.
  - 대한민국의 가수 채희.
- 2월 20일
  - 세르비아의 축구 선수 바냐 밀린코비치사비치.
  - 대한민국의 야구 선수 문성주.
- 2월 21일 - 대한민국의 가수 범진.
- 2월 22일 - 대한민국의 래퍼 언에듀케이티드 키드.
- 2월 23일
  - 대한민국의 스타크래프트 프로게이머 장현우.
  - 독일의 축구 선수 베냐민 헨릭스.
  - 일본의 아이돌 콘도 리나. (NMB48)
  - 중화민국의 역도 선수 천원후이.
- 2월 24일
  - 대한민국의 축구 선수 김진규.
  - 멕시코의 축구 선수 세사르 몬테스.
  - 일본의 아이돌 야구라 후코. (NMB48)
- 2월 25일
  - 미국의 배우 이저벨 퍼먼.
  - 벨라루스의 리듬체조 선수 카차리나 할키나.
  - 대한민국의 배우 천영민.
- 2월 26일
  - 대한민국의 가수 유승우.
  - 브라질의 축구 선수 마우콩.
- 2월 27일
  - 중국의 배우 선웨.
  - 대한민국의 축구 선수 정승원.
  - 일본의 배우 겸 가수 미즈키 (STARRY PLANET☆최연장자및서브리더).
- 2월 28일
  - 대한민국의 가수 태양 (SF9).
  - 대한민국의 배우 홍서희.
  - 중화인민공화국의 양궁 선수 우자신.
  - 미국의 사격 선수 버지니아 트래셔.

### 3월
- 3월 1일
  - 대한민국의 가수 준 (유키스, 유앤비).
  - 대한민국의 배구 선수 김정호.
  - 이스라엘의 체조 선수 아르템 돌고피아트.
- 3월 2일 - 미국의 가수 베키 G.
- 3월 3일
  - 미국의 가수 카밀라 카베요 (피프스 하모니).
  - 대한민국의 래퍼 이장준 (골든차일드).
  - 브라질의 축구 선수 다비드 네리스.
  - 대한민국의 배우 김진경.
- 3월 4일
  - 대한민국의 모델 겸 가수 권현빈 (JBJ).
  - 일본의 프리스타일 스키 선수 하라 다이치.
- 3월 5일 - 대한민국의 가수 유주 (체리블렛).
- 3월 6일 - 브라질의 축구 선수 주제 조아킹 지 카르발류.
- 3월 7일
  - 대한민국의 래퍼 다미 (드림캐쳐).
  - 대한민국의 성우 유영.
  - 일본의 배우 야하기 호노카.
  - 대한민국의 야구 선수 유영찬.
  - 일본의 아이돌 타노 유카.
  - 말레아시아의 가수 조이스 추.

- 3월 8일
  - 일본의 가수 마츠이 쥬리나. (SKE48)
  - 대한민국의 야구 선수 김대현.
- 3월 9일 - 브라질의 축구 선수 구스타부 쿠스토지우.
- 3월 10일
  - 대한민국의 래퍼 육지담.
  - 대한민국의 전 야구 선수 김찬호.
- 3월 11일
  - 대한민국의 리그 오브 레전드 프로게이머 루키.
  - 일본의 야구 선수 모모세 히로키.
- 3월 12일
  - 대한민국의 기상캐스터 양윤진.
  - 프랑스의 펜싱  선수 장필리프 파트리스.
- 3월 13일 - 포르투갈의 축구 선수 후벵 네베스.
- 3월 14일 - 미국의 체조 선수 시몬 바일스.
- 3월 15일
  - 대한민국의 피겨 스케이팅 선수 이호정.
  - 대한민국의 축구 선수 손화연.
  - 미국의 가수, 방송인 티아 (쇼콜라).
  - 대한민국의 배우 정승원.
- 3월 16일 - 잉글랜드이 축구 선수 도미닉 캘버트루인.
- 3월 17일
  - 대한민국의 축구 선수 백승호.
  - 대한민국의 축구 선수 한찬희.
  - 미국의 수영 선수 케이티 러데키.
- 3월 18일
  - 대한민국의 가수 김다니엘. (웨이브 투 어스)
  - 대한민국의 래퍼 Fisherman.
  - 중화인민공화국의 역도 선수 허우즈후이.
- 3월 19일 - 대한민국의 배우 곽동연.
- 3월 20일
  - 대한민국의 배우 강민아.
  - 대한민국의 배우 박상원.
- 3월 21일
  - 중화인민공화국의 배드민턴 선수 허빙자오.
  - 대한민국의 가수 정광현 (퍼플레인).
- 3월 22일 - 대한민국의 가수 김송선 (TRI.BE).
- 3월 23일
  - 대한민국의 야구 선수 최원준.
  - 대한민국의 농구 선수 강유림.
- 3월 24일
  - 일본의 가수 미나 (트와이스).
  - 이탈리아의 양궁 선수 루칠라 보아리.
- 3월 25일
  - 대한민국의 가수 카인 (아르곤).
  - 대한민국의 전직 리그 오브 레전드 프로게이머 피카부.
- 3월 26일
  - 대한민국의 사격 선수 김민정.
  - 일본의 축구 선수 미요시 고지.
  - 독일의 유도 선수 에두아르트 트리펠.
- 3월 27일 - 태국의 가수 리사 (블랙핑크).
- 3월 28일
  - 대한민국의 리그 오브 레전드 프로게이머 라이언.
  - 아일랜드의 권투 선수 에이던 월시.
- 3월 29일
  - 대한민국의 작곡가 이선규.
  - 대한민국의 가수 루시.
- 3월 30일 - 대한민국의 가수 차은우 (아스트로).
- 3월 31일 - 대한민국의 가수 구준회 (iKON).

### 4월
- 4월 1일
  - 영국의 배우 에이사 버터필드.
  - 대한민국의 리그 오브 레전드 프로게이머 베릴.
  - 오스트리아의  알파인 스키 선수 카타리나 린스베르거.
- 4월 2일
  - 일본의 가수, 배우 나카무라 레이아.
  - 대한민국의 배우 김지혜.
- 4월 3일
  - 대한민국의 가수 키티.
  - 대한민국의 영화감독 이미소.
  - 브라질의 축구 선수 가브리에우 제주스.
  - 대한민국의 리그 오브 레전드 프로게이머 캐치.
- 4월 4일 - 대한민국의 가수 공지호 (오마이걸).
- 4월 5일 - 오스트레일리아의 육상 선수 니나 케네디.
- 4월 6일 - 대한민국의 가수 민규 (세븐틴).
- 4월 7일
  - 대한민국의 가수 로즈마일.
  - 대한민국의 바둑 기사 김명훈.
- 4월 8일
  - 대한민국의 가수 우진 (스트레이 키즈).
  - 일본의 배우 이치노세 하야테.
- 4월 9일
  - 대한민국의 아나운서 김수민.
  - 대한민국의 가수 미노이.
  - 대한민국의 축구 선수 김주헌.
  - 조선민주주의인민공화국의 레슬링 선수 김선향.
- 4월 10일 - 대한민국의 바둑 기사 최재영.
- 4월 11일 - 대한민국의 전 야구 선수 최우재.
- 4월 12일
  - 베트남의 축구 선수 응우옌꽝하이.
  - 프랑스의 펜싱 선수 로맹 카논.
- 4월 13일 - 잉글랜드의 축구 선수 카일 워커피터스.
- 4월 14일 - 핀란드의 유도 선수 마르티 푸말라이넨.
- 4월 15일
  - 영국의 배우 메이지 윌리엄스.
  - 대한민국의 가수 김국헌 (마이틴).
- 4월 16일 - 대한민국의 농구 선수 윤예빈.
- 4월 17일 - 대한민국의 야구 선수 이찬석.
- 4월 18일
  - 대한민국의 가수 정예원.
  - 네델란드의 축구 선수 도니 판 더 베이크.
  - 대한민국의 배우 홍사빈.
- 4월 19일 - 대한민국의 치어리더 임혜진.
- 4월 20일
  - 대한민국의 가수 지수연 (위키미키).
  - 독일의 테니스 선수 알렉산더 츠베레프.
  - 중국의 가수, 무용가 류위신.
  - 일본의 축구 선수 고야마 다쿠야.
- 4월 21일
  - 일본의 가수 타카기 사유키 (Juice=Juice).
  - 대한민국의 축구 선수 권승리.
  - 대한민국의 농구 선수 김준형.
  - 대한민국의 오버워치 프로게이머 스티치.
- 4월 22일 - 네덜란드의 축구 선수 질 로르트.
- 4월 23일
  - 대한민국의 피겨 스케이팅 선수 김해진.
  - 대한민국의 유튜버 마플 (팀샐러드).
- 4월 24일
  - 대한민국의 리듬체조 선수 천송이.
  - 대한민국의 축구 선수 김태훈.
  - 태국의 배우 티라돈 수파펀핀요.
  - 대한민국 태생 뉴질랜드의 골프 선수 리디아 고.
- 4월 25일
  - 대한민국의 배우 서지훈.
  - 대한민국의 유튜버 쯔양.
  - 대한민국의 배우, 가수 문희.
  - 일본의 아이돌 오다 에리나. (AKB48)
- 4월 26일
  - 네덜란드의 축구 선수 칼빈 베르동크.
  - 대한민국의 가수 구만.
  - 독일의 농구 선수 모리츠 바그너.
- 4월 27일 - 잉글랜드의 축구 선수 조쉬 오노마.
- 4월 28일 - 대한민국의 야구 선수 최성영.
- 4월 29일 - 대한민국의 농구 선수 김예진.
- 4월 30일 - 대한민국의 모델, 유튜버 Free지아.

### 5월
- 5월 1일 - 대한민국의 축구 선수 김진래.
- 5월 2일
  - 태국의 가수 뱀뱀 (GOT7).
  - 대한민국의 가수 태우.
  - 일본의 축구 선수 누마 다이키.
- 5월 3일 - 대한민국의 아나운서 신윤아.
- 5월 4일
  - 대한민국의 배우 최우혁.
  - 대한민국의 축구 선수 함영준.
- 5월 5일
  - 대한민국의 야구 선수 강상원.
  - 대한민국의 바둑 기사 정연우.
  - 대한민국의 축구 선수 김주영.
- 5월 6일
  - 대한민국의 배우 김주엽.
  - 대한민국의 가수 서정은.
- 5월 7일 - 벨기에의 축구 선수 유리 틸레만스.
- 5월 8일
  - 대한민국의 농구 선수 문상옥.
  - 대한민국의 가수 다올.
- 5월 9일
  - 대한민국의 가수 이지카이트.
  - 대한민국의 모델 배윤영.
- 5월 10일
  - 튀르키예의 축구 선수 에네스 위날.
  - 브라질의 축구 선수 히샤를리송.
- 5월 11일
  - 미국의 배우 라나 콘도어.
  - 미국의 래퍼 코이 르레이.
- 5월 12일
  - 대한민국의 가수 앤드뉴.
  - 네덜란드의 축구 선수 프렝키 더 용.
  - 일본의 배우, 성우 야마구치 메구미.
  - 이스라엘의 배우, 모델 오데야 러시.
- 5월 13일
  - 대한민국의 배우 김성현.
  - 대한민국의 배우 박정연.
- 5월 14일 - 포르투갈의 축구 선수 후벵 디아스.
- 5월 15일
  - 프랑스의 축구 선수 우스만 뎀벨레.
  - 독일의 태권도 선수 로레나 브란들.
- 5월 16일
  - 대한민국의 축구 선수 정태욱.
  - 대한민국의 야구 선수 김동욱.
- 5월 17일 - 조지아의 레슬링 선수 기비 마차라슈빌리.
- 5월 19일
  - 대한민국의 리그 오브 레전드 프로게이머 뉴클리어.
  - 대한민국의 야구 선수 한승지.
- 5월 20일 - 대한민국의 프로듀서 웨이체드.
- 5월 21일 - 대한민국의 배우 최우성.
- 5월 22일 - 헝가리의 축구 선수 셜러이 롤런드.
- 5월 23일
  - 대한민국의 가수 최언서.
  - 대한민국의 기타리스트 황소윤.
  - 일본의 성우 타나베 루이.
  - 잉글랜드의 축구 선수 조 고메즈.
- 5월 24일 - 대한민국의 가수 이브 (이달의 소녀).
- 5월 25일
  - 대한민국의 야구 선수 양찬열.
  - 대한민국의 가수 신광일.
  - 대한민국의 전직 리그 오브 레전드 프로게이머 와디드.
- 5월 26일 - 대한민국의 골프 선수 박서하.
- 5월 27일
  - 대한민국의 배우 김비주.
  - 대한민국의 가수 다원 (우주소녀).
  - 대한민국의 리그 오브 레전드 프로게이머 시크릿.
- 5월 28일
  - 대한민국의 래퍼 펀치넬로.
  - 대한민국의 성우 김다빈.
- 5월 29일 - 대한민국의 배구 선수 이윤정.
- 5월 30일
  - 캐나다의 가수 제이콥 (더보이즈).
  - 대한민국의 가수 은하 (여자친구, 비비지).
  - 일본의 아이돌 코지마 마코. (AKB48)
- 5월 31일
  - 대한민국의 가수 정세운.
  - 대한민국의 가수 우진영.

### 6월
- 6월 1일
  - 우루과이의 축구 선수 니콜라스 데 라 크루스.
  - 일본의 아이돌 니시 히로토.
- 6월 2일
  - 대한민국의 축구 선수 김수현.
  - 대한민국의 가수 김우주.
- 6월 3일
  - 대한민국의 배우 신세휘.
  - 대한민국의 축구 선수 김민우.
  - 중화인민공화국의 쇼트트랙 선수 런쯔웨이.
- 6월 4일
  - 대한민국의 야구 선수 이영현.
  - 대한민국의 래퍼 도화.
- 6월 5일
  - 대한민국의 전 야구 선수 김현준.
  - 우루콰이의 축구 선수 로드리고 벤탕쿠르.
  - 스코틀랜드의 축구 선수 키어런 티어니.
- 6월 6일 - 일본의 배드민턴 선수 야마구치 아카네.
- 6월 7일
  - 우즈베키스탄의 유도 선수 다블라트 보보노프.
  - 대한민국의 가수 아만다.
- 6월 8일 - 라트비아의 테니스 선수 옐레나 오스타펜코.
- 6월 9일 - 일본의 배우, 성우 유우키 유나.
- 6월 10일
  - 대한민국의 야구 선수 김태연.
  - 일본의 바둑 기사 이치리키 료.
  - 홍콩의 펜싱 선수 정가롱.
- 6월 11일
  - 대한민국의 축구 선수 김동현.
  - 스페인의 축구 선수 우나이 시몬.
- 6월 12일
  - 대한민국의 미스코리아 이한나.
  - 아제르바이잔의 리듬체조 선수 마리나 두룬다.
- 6월 13일
  - 대한민국의 가수 진솔 (이달의 소녀).
  - 미국의 래퍼, 가수, 작곡가 070 셰이크.
- 6월 14일
  - 인도의 배우 샤르바리 와그.
  - 일본의 싱어송라이터, 음악가 후지이 카제.
- 6월 15일
  - 대한민국의 야구 선수 이거연.
  - 일본의 아이돌 무라야마 유이리. (AKB48)
- 6월 16일
  - 대한민국의 리그 오브 레전드 프로게이머 소드.
  - 대한민국의 인터넷 방송인 재넌.
  - 대한민국의 축구 선수 김진성.
  - 일본의 양궁 선수 가와타 유키.
  - 미국의 모델, 배우 카밀라 모로네.
  - 뉴질랜드의 배우 KJ 아파.
  - 프랑스의 축구 선수 장케뱅 오귀스탱.
- 6월 17일
  - 대한민국의 배우 정보민.
  - 대한민국의 배우 이은재.
- 6월 18일
  - 대한민국의 가수 블루우즈.
  - 대한민국의 전직 카트라이더 프로게이머 김승태.
  - 모로코의 축구 선수 아민 하리트.
  - 스페인의 축구 선수 라파 미르.
- 6월 19일
  - 대한민국의 가수 최윤선 (소나무).
  - 대한민국의 가수 이지호.
- 6월 20일 - 대한민국의 골프 선수 이승민.
- 6월 21일 - 미국의 가수 리베카 블랙.
- 6월 22일 - 미국의 가수 다이너 제인.
- 6월 23일 - 대한민국의 크레이지싱 카트라이더 프로게이머 문호준.
- 6월 24일
  - 대한민국의 축구 선수 최범경.
  - 중화인민공화국의 복싱 선수 창위안.
- 6월 25일
  - 우루과이의 축구 선수 로드리고 벤탕쿠르.
  - 태국의 가수, 무용가, 배우 정나이신.
- 6월 26일
  - 대한민국의 가수 백예린 (15&).
  - 대한민국의 축구 선수 김시우.
  - 오스트레일리아의 배우 제이컵 엘로디.
- 6월 27일
  - 대한민국의 야구 선수 박세진.
  - 대한민국의 배우 서범준.
  - 대한민국의 유도 선수 이하림.
  - 대한민국의 기상캐스터 김수진.
- 6월 28일 - 대한민국의 탁구 선수 박재현.
- 6월 29일 - 대한민국의 역도 선수 박주효.
- 6월 30일
  - 대한민국의 테니스 선수 홍성찬.
  - 일본의 패션, 모델, 배우 이토 켄타로.

### 7월
- 7월 1일 - 대한민국의 축구 선수 강윤성.
- 7월 2일 - 대한민국의 뮤지컬배우 박설아.
- 7월 3일
  - 대한민국의 플루티스트 김유빈.
  - 대한민국의 가수 지원.
- 7월 4일
  - 독일의 스타크래프트 프로게이머 가브리엘 세가트.
  - 튀르키예의 권투 선수 에스라 이을드즈.
- 7월 5일
  - 대한민국의 배우 이시우.
  - 대한민국의 가수 제이미 (15&).
  - 대한민국의 가수 체리 (굿데이).
  - 대한민국의 가수 타니. (~2018년)
  - 불가리아의 축구 선수 김호연.
- 7월 7일 - 일본의 가수 이쿠타 에리나 (모닝구무스메).
- 7월 8일
  - 대한민국의 연극배우 윤슬.
  - 중국의 가수, 배우 송신란.
  - 대한민국의 국악인, 가수 박유민.
- 7월 9일 - 대한민국의 작가 박지영.
- 7월 10일
  - 대한민국의 축구 선수 이제호.
  - 일본의 아이돌 카토 레나. (AKB48)
- 7월 11일 - 대한민국의 가수 김찬호.
- 7월 12일
  - 대한민국의 배우 한성연.
  - 파키스탄의 노벨평화상 운동가 말랄라 유사프자이.
  - 대한민국의 축구 선수 송진규.
  - 대한민국의 전 야구 선수 박선우.
- 7월 13일 - 대한민국의 가수 백예빈 (다이아).
- 7월 14일
  - 대한민국의 바둑 기사 김기범.
  - 튀르키예의 축구 선수 젱기즈 윈데르.
  - 대한민국의 배우, 모델 남윤수.
  - 대한민국의 축구 선수 이준.
- 7월 15일
  - 대한민국의 가수 수원.
  - 대한민국의 야구 선수 홍성호.
  - 일본의 배우 모리모토 신타로.
  - 대한민국의 리그 오브 레전드 프로게이머 미키.
  - 오스트리아의 유도 선수 미하엘라 폴레레스.
- 7월 16일 - 대한민국의 가수 루오.
- 7월 18일
  - 대한민국의 가수, 기타 연주자 권진아.
  - 대한민국의 배구 선수 강소휘.
  - 일본의 축구 선수 이시바시 타쿠마.
  - 미국의 육상 선수 노아 라일스.
  - 미국의 육상 선수 그랜트 홀러웨이.
- 7월 19일 - 대한민국의 알파인 스키 선수 강영서.
- 7월 20일 - 중국의 배우 장커잉.
- 7월 21일
  - 대한민국의 가수 체온.
  - 대한민국의 야구 선수 이진영.
- 7월 22일
  - 대한민국의 배우 황가람.
  - 튀니지의 펜싱 선수 파레스 페르자니.
- 7월 23일
  - 대한민국의 야구 선수 최지훈.
  - 대한민국의 역도 선수 함은지.
- 7월 24일
  - 미국의 배우 케일리 스페이니.
  - 대한민국의 연극배우 정주희.
- 7월 25일 - 대한민국의 인터넷 방송인 류하.
- 7월 26일 - 대한민국의 가수 이도.
- 7월 27일
  - 일본의 배우 다케다 레나.
  - 아제르바이잔의 유도 선수 히다얘트 헤이대로프.
- 7월 28일
  - 대한민국의 스타크래프트 프로게이머 조성주.
  - 일본의 야구 선수 사카모토 유야.
- 7월 29일 - 대한민국의 가수 민경 (희나피아).
- 7월 30일
  - 미국의 가수, 음악 프로듀서 피니어스 오코넬.
  - 이탈리아의 펜싱 선수 기욤 비안키.
- 7월 31일 - 대한민국의 카누 선수 조현희

### 8월
- 8월 1일
  - 대한민국의 펜싱 선수 전은혜.
  - 대한민국의 가수 고한승.
- 8월 2일
  - 대한민국의 가수 크리스 레오네.
  - 중국의 바둑 기사 커제.
- 8월 3일
  - 중화인민공화국의 배우, 가수 허우밍하오.
  - 시에라리온의 축구 선수 어거스틴 윌리엄스.
  - 일본의 축구 선수 이노우에 시온.
- 8월 4일
  - 대한민국의 전 배우 심혜원.
  - 대한민국의 컬링 선수 성지훈.
  - 헝가리의 육상 선수 헐라스 벤체.
  - 우크라이나의 육상 선수 미하일로 코한.
- 8월 5일
  - 중국의 배우 쉬자오.
  - 중국의 래퍼 이보 (유니크).
  - 대한민국의 야구 선수 박준영.
- 8월 6일
  - 대한민국의 가수 키세스.
  - 프랑스의 축구 선수 마르퀴스 튀람.
- 8월 7일
  - 대한민국의 컬링 선수 장혜지.
  - 대한민국의 가수 종한.
  - 대한민국의 양궁 선수 이우석.
  - 대한민국의 가수 안유미.
- 8월 8일
  - 대한민국의 가수 영훈 (더보이즈).
  - 대한민국의 배우 천희주.
  - 태국의 태권도 선수 파니팍 웡파타나낏.
- 8월 9일
  - 대한민국의 가수 예지.
  - 일본의 유도 선수 아베 히후미.
- 8월 10일
  - 일본의 가수, 배우 타카츠키 사라.
  - 미국의 방송인, 사교계 명사, 사업가 카일리 제너.
  - 대한민국의 야구 선수 김문수.
- 8월 11일 - 대한민국의 가수 이가연.
- 8월 12일 - 대한민국의 배우 최수한.
- 8월 13일
  - 대한민국의 배우 여진구.
  - 대한민국의 가수 이제이 (앨리스).
- 8월 14일 - 대한민국의 배우 유지연.
- 8월 15일 - 대한민국의 전 오버워치 프로게이머 김도현.
- 8월 16일 - 대한민국의 배우 송건희.
- 8월 17일 - 대한민국의 연극배우 강지연.
- 8월 18일
  - 대한민국의 가수 하슬 (이달의 소녀).
  - 오스트레일리아의 배우 조세핀 랭퍼드.
  - 포르투갈의 축구 선수 헤나투 산시스.
  - 대한민국의 전 배우 배나연.
- 8월 19일
  - 대한민국의 가수 솔빈 (라붐).
  - 대한민국의 배우 홍승희.
  - 폴란드의 축구 선수 바르트워미에이 드롱고프스키.
  - 러시아의 전 리듬체조 선수 마리야 티토바.
  - 독일의 수영 선수 플로리안 벨브로크.
- 8월 20일 - 일본의 리듬체조 선수 미나가와 가호.
- 8월 21일 - 대한민국의 축구 선수 정치인.
- 8월 22일
  - 대한민국의 배우 채빈.
  - 아르헨티나의 축구 선수 라우타로 마르티네스.
  - 미국의 모델, 가수 셀린 패러치.
- 8월 23일 - 대한민국의 배우 김예원.
- 8월 24일
  - 대한민국의 가수 한혜리.
  - 일본의 배우, 모델 야나기 미키.
  - 미국의 정치인 캐롤라인 리빗.
  - 노르웨이의 전자 음악가 앨런 워커.
- 8월 25일
  - 대한민국의 리그 오브 레전드 프로게이머 허만흥.
  - 대한민국의 유튜버 변승주.
  - 대한민국의 배우 최지수.
- 8월 26일
  - 대한민국의 배우 김단아.
  - 대한민국의 축구 선수 이진현.
- 8월 27일
  - 브라질의 축구 선수 루카스 파케타.
  - 대한민국의 방송인 서예진.
- 8월 28일 - 대한민국의 야구 선수 황선도.
- 8월 29일
  - 잉글랜드의 축구 선수 에인슬리 메이틀랜드나일스.
  - 대한민국의 축구 선수 김건웅.
- 8월 30일 - 대한민국의 가수, 싱어송라이터 영롱.
- 8월 31일 - 대한민국의 가수 안은진.

### 9월
- 9월 1일
  - 대한민국의 배우 김승윤.
  - 대한민국의 가수 정국 (방탄소년단).
- 9월 2일 - 대한민국의 가수 유주.
- 9월 3일
  - 일본의 프로레슬링 선수 기무라 하나.
  - 대한민국의 축구 선수 류지수.
- 9월 4일
  - 대한민국의 배드민턴 선수 서승재.
  - 대한민국의 가수 박지은 (퍼플키스).
  - 헝가리의 펜싱 선수 시클로시 게르게이.
- 9월 5일 - 대한민국의 유튜버 최홍철.
- 9월 6일 - 대한민국의 가수 유영웅.
- 9월 7일
  - 잉글랜드의 배우 딘찰스 채프먼.
  - 대한민국의 야구 선수 김기연.
  - 스웨덴의 축구 선수 구스타브 베르게렌.
- 9월 8일 - 대한민국의 바둑 기사 권주리.
- 9월 9일
  - 대한민국의 가수 유빈 (오마이걸).
  - 캐나다의 프리스타일 스키 선수 레이철 카커.
- 9월 10일
  - 대한민국의 배우 류지현.
  - 중화인민공화국의 배우 임휘민.
- 9월 11일
  - 대한민국의 바이애슬론 선수 정주미.
  - 대한민국의 유튜버 공룡.
- 9월 12일
  - 미국의 배우 시드니 스위니.
  - 일본의 성우 타케우치 슌스케.
  - 일본의 성우 나카시마 유키.
  - 중국의 가수, 배우, 무용가 쉬이양.
- 9월 13일 - 대한민국의 가수 현재 (더 보이즈).
- 9월 14일
  - 대한민국의 가수 가호
  - 대한민국의 래퍼 폴 블랑코.
- 9월 15일 - 대한민국의 온라인콘텐츠창작자 장수빈.
- 9월 16일 - 대한민국의 배구 선수 김채원.
- 9월 17일
  - 미국의 아이스하키 선수 오스턴 매슈스.
  - 중국의 배우, 모델 관샤오퉁.
- 9월 18일 - 대한민국의 야구 선수 조범준.
- 9월 19일 - 대한민국의 연극배우 이채빈.
- 9월 20일
  - 대한민국의 축구 선수 김민석.
  - 대한민국의 트로트 가수 김유리.
  - 일본의 아이돌 오오니시 모모카. (AKB48)
  - 대한민국의 가수 몰로.
- 9월 21일 - 대한민국의 축구 선수 박한빈.
- 9월 22일
  - 대한민국의 배우 김이경.
  - 대한민국의 배우 안정훈.
- 9월 23일 - 대한민국의 가수, 작곡가 길찬호.
- 9월 24일 - 대한민국의 가수 백결.
- 9월 25일
  - 대한민국의 가수 이재준.
  - 대한민국의 래퍼 도한세 (빅톤).
  - 대한민국의 배우 박지원.
  - 대한민국의 가수 겸 작곡가 아도라.
  - 대한민국의 가수 마루 (씨클라운).
- 9월 26일 - 대한민국의 뮤지컬 배우 김한나.
- 9월 27일 - 대한민국의 축구 선수 박석민.
- 9월 28일 - 중화민국의 유도 선수 양융웨이.
- 9월 29일
  - 대한민국의 가수 송하영 (fromis_9).
  - 대한민국의 가수 홍은기 (레인즈).
  - 일본의 성우 하나모리 유미리.
- 9월 30일
  - 네덜란드의 레이싱 드라이버 막스 페르스타펀.
  - 러시아의 전 리듬체조 선수 야나 쿠드럅체바.

### 10월
- 10월 1일
  - 대한민국의 가수 류지호.
  - 대한민국의 배우 이다현.
  - 잉글랜드의 싱어송라이터 제이드 버드.
- 10월 2일 - 잉글랜드의 축구 선수 태미 에이브러햄.
- 10월 3일
  - 대한민국의 가수 방찬 (스트레이 키즈).
  - 대한민국의 치어리더 안지현.
  - 일본의 가수 쥬리 (로켓펀치).
  - 중국의 피겨 스케이팅 선수 진보양.
  - 일본의 가수 타카하시 쥬리.
- 10월 4일 - 대한민국의 가수 유주 (여자친구).
- 10월 5일 - 대한민국의 가수 달라.
- 10월 6일
  - 대한민국의 유튜버 파크모 (팀샐러드).
  - 덴마크의 축구 선수 카스페르 돌베르.
- 10월 7일 - 미국의 배우 니콜 메인스.
- 10월 8일
  - 미국의 배우 벨라 손.
  - 일본의 배우 타마시로 티나.
  - 일본의 축구 선수 구니모토 다카히로.
  - 잉글랜드의 축구 선수 벤 화이트.
  - 영국의 육상 선수 조시 커.
- 10월 9일 - 대한민국의 전 가수, 배우 주세빈.
- 10월 10일
  - 대한민국의 야구 선수 임석진.
  - 일본의 아이돌 키무라 마사야.
  - 중국의 배우 류하오란.
- 10월 11일 - 대한민국의 가수 윤.
- 10월 12일 - 세르비아의 축구 선수 니콜라 밀렌코비치.
- 10월 13일
  - 대한민국의 기업인 임예슬.
  - 중화인민공화국의 육상 선수 거만치.
- 10월 14일
  - 대한민국의 전 배우 권오민.
  - 대한민국의 가수 시월십사일.
  - 대한민국의 배우 문서율.
  - 일본의 가수 야마키 리사.
  - 일본의 아이돌 시로마 미루. (AKB48)
- 10월 15일
  - 대한민국의 가수 전웅 (AB6IX).
  - 대한민국의 축구 선수 송범근.
- 10월 16일
  - 일본의 테니스 선수 오사카 나오미.
  - 대한민국의 리그 오브 레전드 프로게이머 라스칼.
  - 모나코의 포뮬러원 레이싱 드라이버 샤를 르클레르.
- 10월 17일 - 대한민국의 아나운서 신예원.
- 10월 18일
  - 대한민국의 리그 오브 레전드 프로게이머 젤리.
  - 대한민국의 리그 오브 레전드 프로게이머 레이즈.
  - 알제리의 펜싱 선수 레아 무투사미.
- 10월 20일
  - 대한민국의 국악인 송소희.
  - 잉글랜드 출신 나이지리아의 축구 선수 아데몰라 루크먼.
  - 러시아의 테니스 선수 안드레이 루블료프.
- 10월 21일
  - 대한민국의 가수 임재현.
  - 그레나다의 육상 선수 앤더슨 피터스.
- 10월 22일 - 대한민국의 야구 선수 정동윤.
- 10월 23일 - 태국의 가수 민니 ((여자)아이들).
- 10월 24일
  - 대한민국의 피겨 스케이팅 선수 박소연.
  - 영국의 싱어송라이터 레이.
- 10월 25일
  - 대한민국의 사나이 양동하.
  - 이탈리아의 축구 선수 페데리코 키에사.
- 10월 26일
  - 대한민국의 인디 가수 정우.
  - 대한민국의 기상캐스터 박소연.
- 10월 27일 - 브라질의 축구 선수 호드리구 바사니 다 크루스.
- 10월 28일
  - 대한민국의 배우 강산.
  - 중국의 가수 윈윈 (NCT, WayV).
- 10월 29일 - 대한민국의 축구 선수 김민수.
- 10월 30일 - 일본의 배우 진구지 유타.
- 10월 31일
  - 대한민국의 가수 안나.
  - 잉글랜드의 축구 선수 마커스 래시퍼드.
  - 홍콩의 수영 선수 시본 호히.

### 11월
- 11월 1일
  - 미국의 배우 앨릭스 울프.
  - 대한민국의 가수 정승보 (킹덤).
  - 댜한민국의 야구 선수 이영하.
- 11월 2일 - 대한민국의 뮤지컬배우 이진희.
- 11월 3일
  - 대한민국의 가수 슬레이.
  - 일본의 가수, 배우, 패션 모델 키타무라 타쿠미.
  - 미국의 배우 겸 모델 다이애나 실버스.
- 11월 4일 - 대한민국의 가수 현아.
- 11월 5일 - 대한민국의 가수 경원 (희나피아, 프리스틴).
- 11월 6일
  - 대한민국의 연극배우 김지혜.
  - 영국의 배우 히어로 파인스 티핀.
- 11월 7일
  - 중국의 가수 디에잇 (세븐틴).
  - 대한민국의 모델, 방송인, 카레이서 정유나.
  - 일본의 아이돌 오카다 나나.
- 11월 8일
  - 대한민국의 가수 김채원 (에이프릴).
  - 대한민국의 배우 류원.
  - 일본의 야구 선수 오니시 히로키.
- 11월 9일 - 대한민국의 유튜버 킴아연.
- 11월 10일
  - 잉글랜드의 축구 선수 대니얼 제임스.
  - 이탈리아의 축구 선수 페데리코 디마르코.
- 11월 11일
  - 대한민국의 야구 선수 주효상.
  - 대한민국의 야구 선수 최효상.
- 11월 12일
  - 대한민국의 가수 최병찬 (빅톤).
  - 대한민국의 양궁 선수 소채원.
  - 독일의 축구 선수 레아 쉴러.
  - 이탈리아의 알파인 스키 선수 나디아 델라고.
- 11월 13일 - 대한민국의 래퍼 스몰퍼.
- 11월 14일
  - 일본의 성우 키도 이부키.
  - 모로코의 축구 선수 누사이르 마즈라위.
  - 프랑스의 축구 선수 크리스토페르 은쿤쿠.
  - 대한민국의 야구 선수 김성진.
  - 대한민국의 육상 선수 고승환.
  - 대한민국의 아나운서 홍주연.
- 11월 15일 - 우크라이나의 축구 선수 빅토르 치한코우.
- 11월 16일 - 브라질의 축구 선수 브루누 기마랑이스.
- 11월 17일 - 대한민국의 가수 유겸 (GOT7).
- 11월 18일
  - 대한민국의 연극배우 김민주.
  - 대한민국의 축구 선수 원두재.
  - 스페인의 축구 선수 로베르트 산체스.
- 11월 19일 - 대한민국의 가수 류수정 (러블리즈).
- 11월 20일 - 대한민국의 리그 오브 레전드 프로게이머 올인.
- 11월 21일 - 대한민국의 가수 규진 (업텐션).
- 11월 22일 - 일본의 성우 마에시마 아미.
- 11월 23일
  - 일본의 아이돌 타케우치 아카리.
  - 중국의 바둑 기사 위즈잉.
- 11월 25일 - 대한민국의 배우 지우.
- 11월 26일 - 잉글랜드의 축구 선수 에런 완비사카.
- 11월 27일
  - 대한민국의 전 가수, 방송인 김율희 (라붐).
  - 일본의 아이돌 마츠시마 소우.
  - 대한민국의 영재 주인공 송유근.
  - 대한민국의 축구 선수 김정민.
- 11월 28일
  - 대한민국의 가수 수비.
  - 일본의 성우 겸 가수 미네다 마유.
- 11월 29일 - 대한민국의 가수 수조.
- 11월 30일 - 일본의 아이돌 야마모토 안나.

### 12월
- 12월 1일 - 대한민국의 가수 정채연 (다이아, 아이오아이)
- 12월 2일
  - 대한민국의 가수 오반.
  - 대한민국의 테니스 선수 권순우.
- 12월 3일
  - 대한민국의 가수 루 (네이처).
  - 대한민국의 뉴에이지 작곡가 Plum.
- 12월 4일
  - 대한민국의 축구 선수 서재민.
  - 필리핀의 배우 루루 마드리드.
- 12월 5일 - 대한민국의 야구 선수 이정현.
- 12월 6일 - 스위스의 축구 선수 그레고어 코벨.
- 12월 7일 - 일본의 펜싱 선수 시키네 다카히로.
- 12월 8일 - 대한민국의 가수 윤.
- 12월 9일 - 잉글랜드의 축구 선수 하비 반스.
- 12월 10일 - 중화인민공화국의 바둑 기사 판인.
- 12월 11일 - 대한민국의 리그 오브 레전드 프로게이머 윤성환.
- 12월 12일
  - 대한민국의 유튜버 꿀꿀선아.
  - 대한민국의 야구 선수 권광민.
- 12월 13일 - 대한민국의 가수 밀크웨이.
- 12월 14일 - 일본의 야구 선수 오제키 도모히사.
- 12월 15일
  - 미국의 배우 모드 애퍼타우.
  - 대한민국의 배우 송지우.
  - 중화인민공화국의 스피드스케이팅 선수 가오팅위.
  - 뉴질랜드의 배우 스테파니아 러비 오언.
  - 대한민국의 유튜버 라더 (CH.WIDE).
- 12월 16일 - 스웨덴의 가수 자라 라르손.
- 12월 17일
  - 대한민국의 야구 선수 구창모.
  - 대한민국의 배우 김민하.
  - 대한민국의 축구 선수 김영근.
  - 대한민국의 배우 배강희.
  - 대한민국의 배우 이서원.
  - 아르메니아의 역도 선수 시몬 마르티로샨.
  - 이탈리아의 축구 선수 가에타노 카스트로빌리.
  - 튀르키예의 축구 선수 제키 첼리크.
- 12월 18일 - 대한민국의 가수 영웅.
- 12월 19일
  - 잉글랜드의 축구 선수 피카요 토모리.
  - 대한민국의 야구 선수 황성빈.
  - 일본의 펜싱 선수 가노 고키.
- 12월 20일
  - 대한민국의 가수 제인 (모모랜드).
  - 브라질의 유도 선수 다니에우 카르그닝.
  - 일본의 축구 선수 스즈키 게이타.
- 12월 21일 - 미국의 야구 선수 조시아 그레이.
- 12월 22일
  - 대한민국의 야구 선수 성재헌.
  - 대한민국의 DJ 겸 프로듀서 아빈.
- 12월 23일
  - 대한민국의 배우 박유나.
  - 세르비아의 축구 선수 루카 요비치.
  - 일본의 성우 하라다 사야카.
  - 대한민국의 가수 베코엘.
- 12월 24일
  - 대한민국의 가수 미스피츠.
  - 체코의 양궁 선수 마리에 호라치코바.
  - 인도의 육상 선수 니라지 초프라.
- 12월 25일 - 대한민국의 리그 오브 레전드 프로게이머 후니.
- 12월 26일 - 대한민국의 배우 차다영.
- 12월 27일
  - 대한민국의 가수 장규리 (fromis 9).
  - 일본의 가수 이나바 마나카.
  - 태국의 배우, 가수 와치라윗 치와아리.
- 12월 28일 - 대한민국의 가수 서정.
- 12월 29일 - 대한민국의 야구 선수 김찬형.
- 12월 30일 - 대한민국의 모델 김나연.
- 12월 31일 - 대한민국의 가수, 배우 강유찬.

### 미상
- 대한민국의 배우 김예지.
- 대힌민국의 래퍼 다민이.
- 대한민국의 가수 다올.
- 대한민국의 가수 조주.
- 대한민국의 전 야구 선수 김민우.
- 대한민국의 가수 김무진.
- 대한민국의 배구 선수 김현지.
- 대한민국의 농구 선수, 배구 선수 박준혁.
- 일본의 야구 선수 스즈키 히로시.
- 대한민국의 기자 이자현.
- 대한민국의 가수 에이블.

## 사망

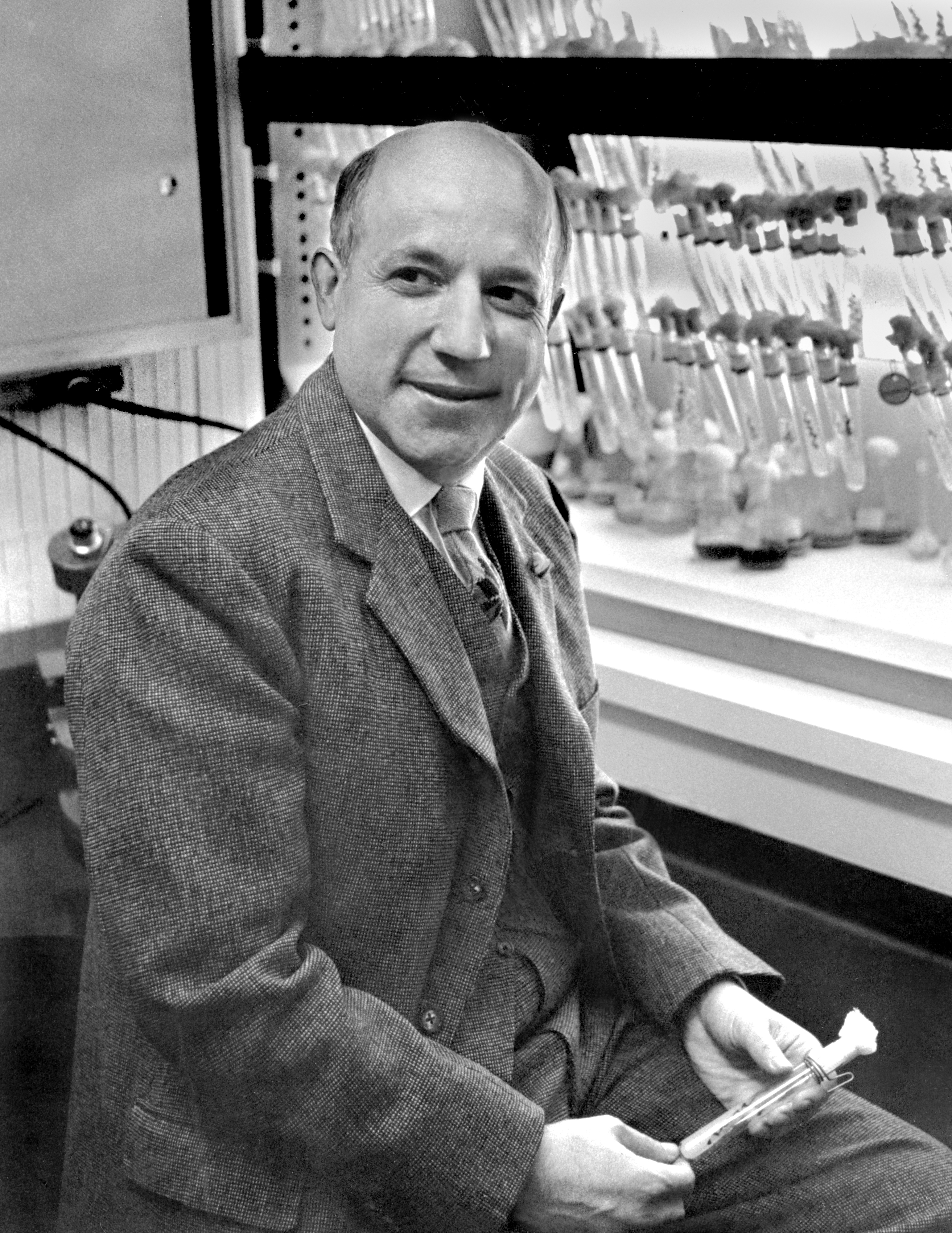
멜빈 캘빈

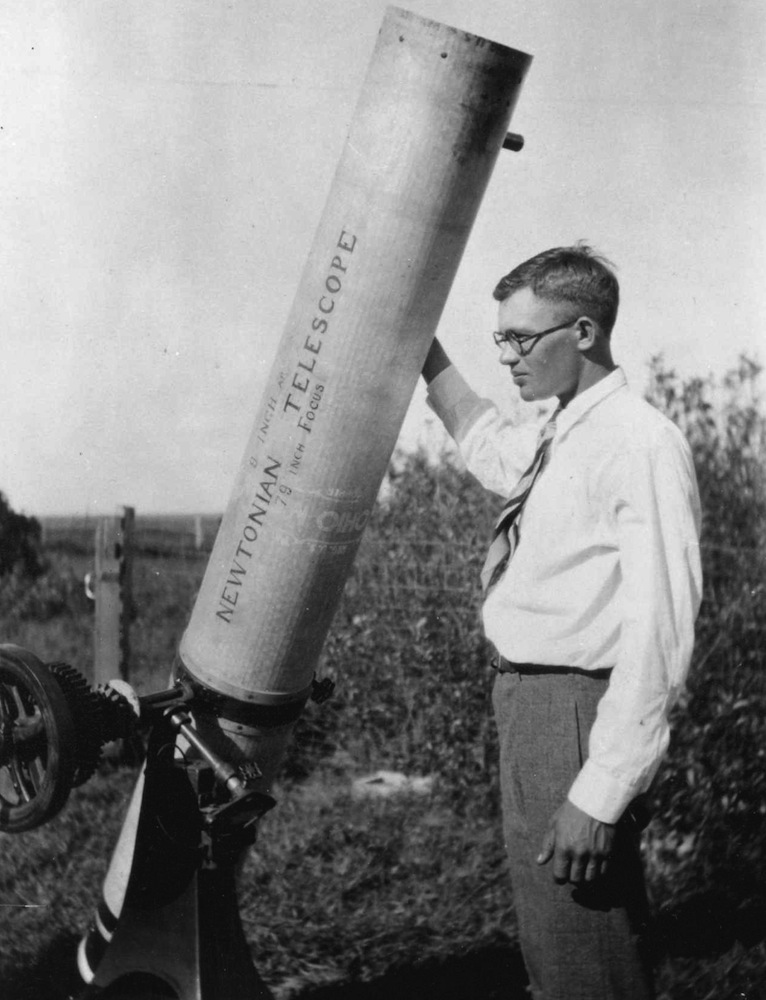
클라이드 톰보

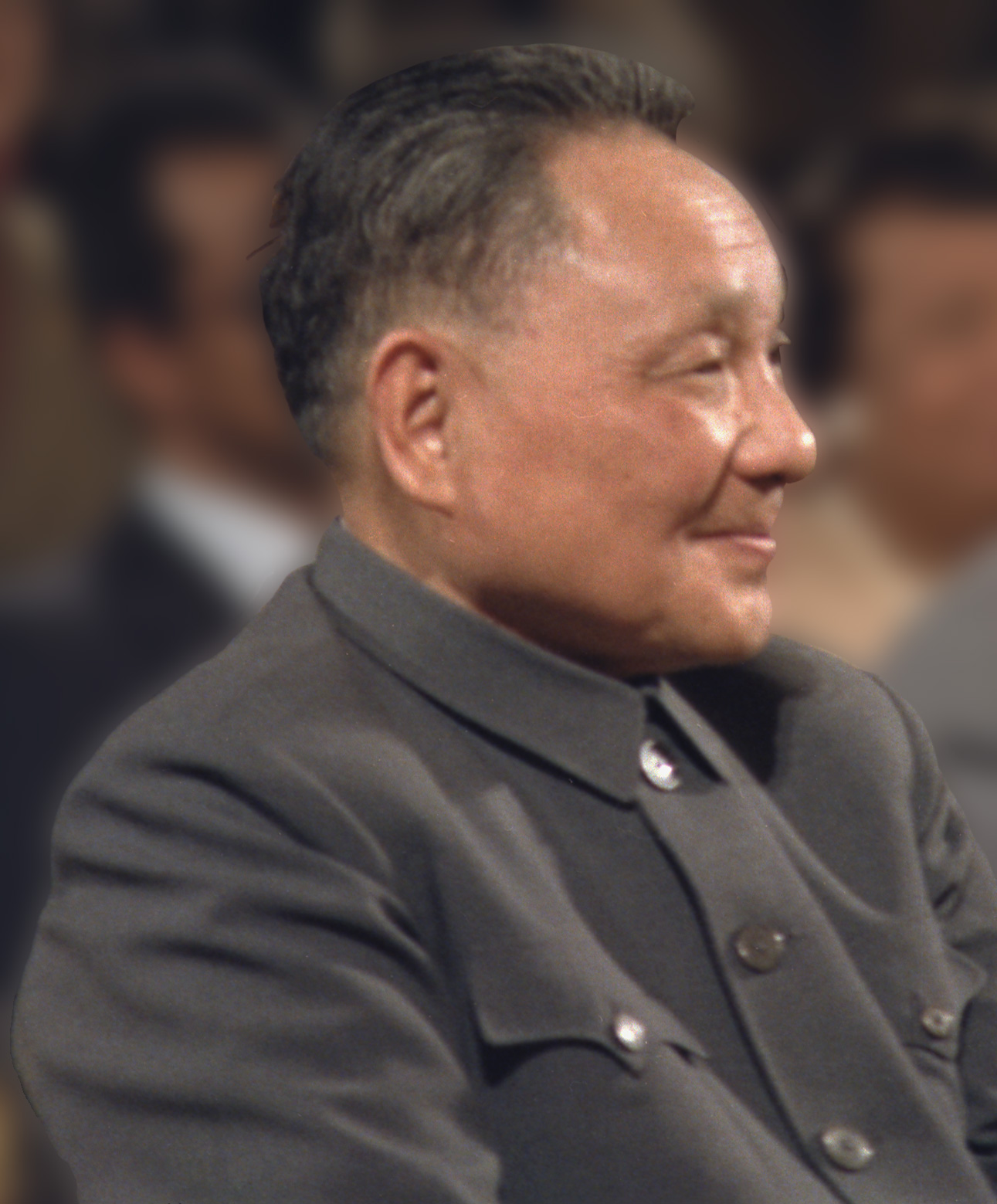
덩샤오핑

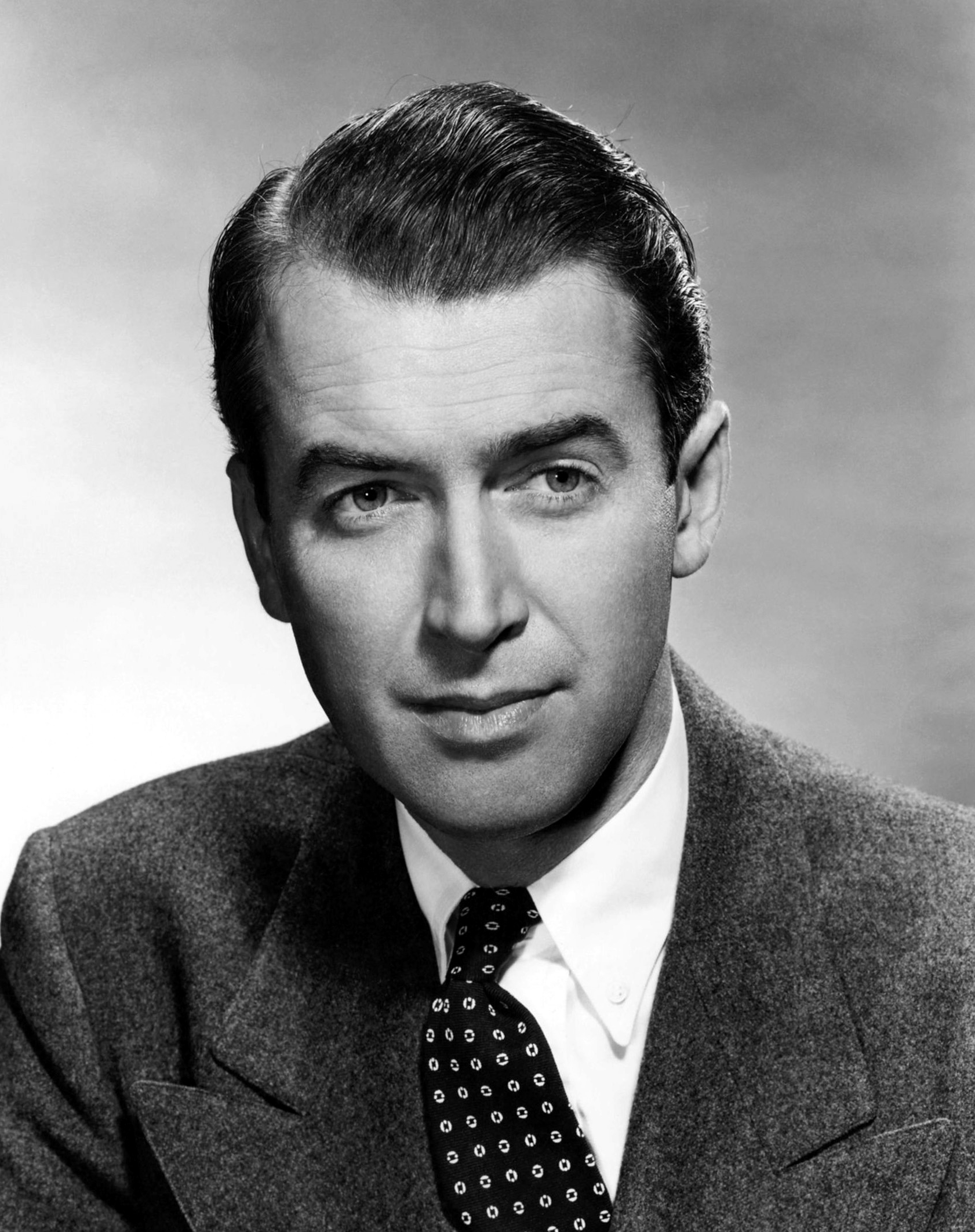
제임스 스튜어트

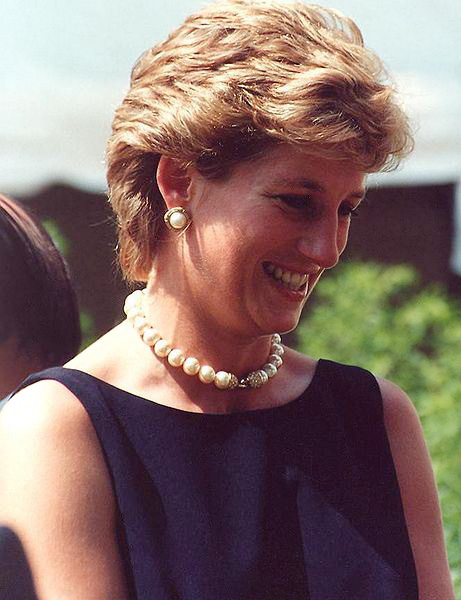
웨일스 공비 다이애나

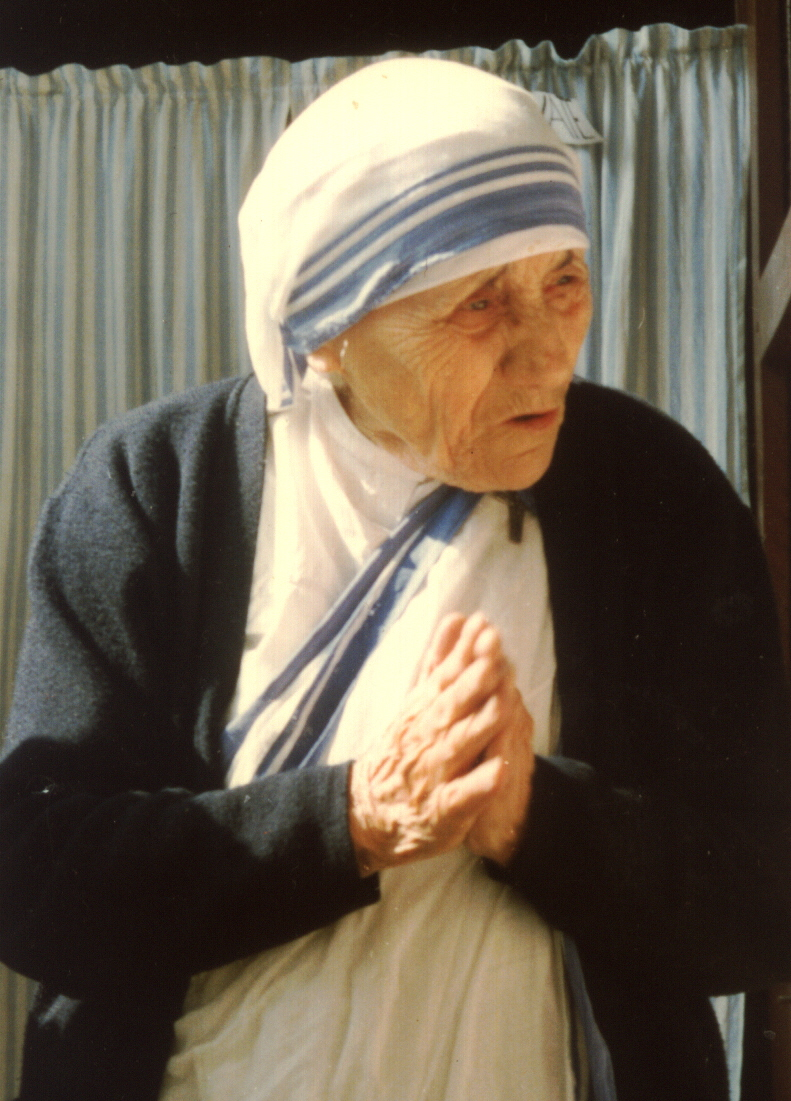
테레사 수녀

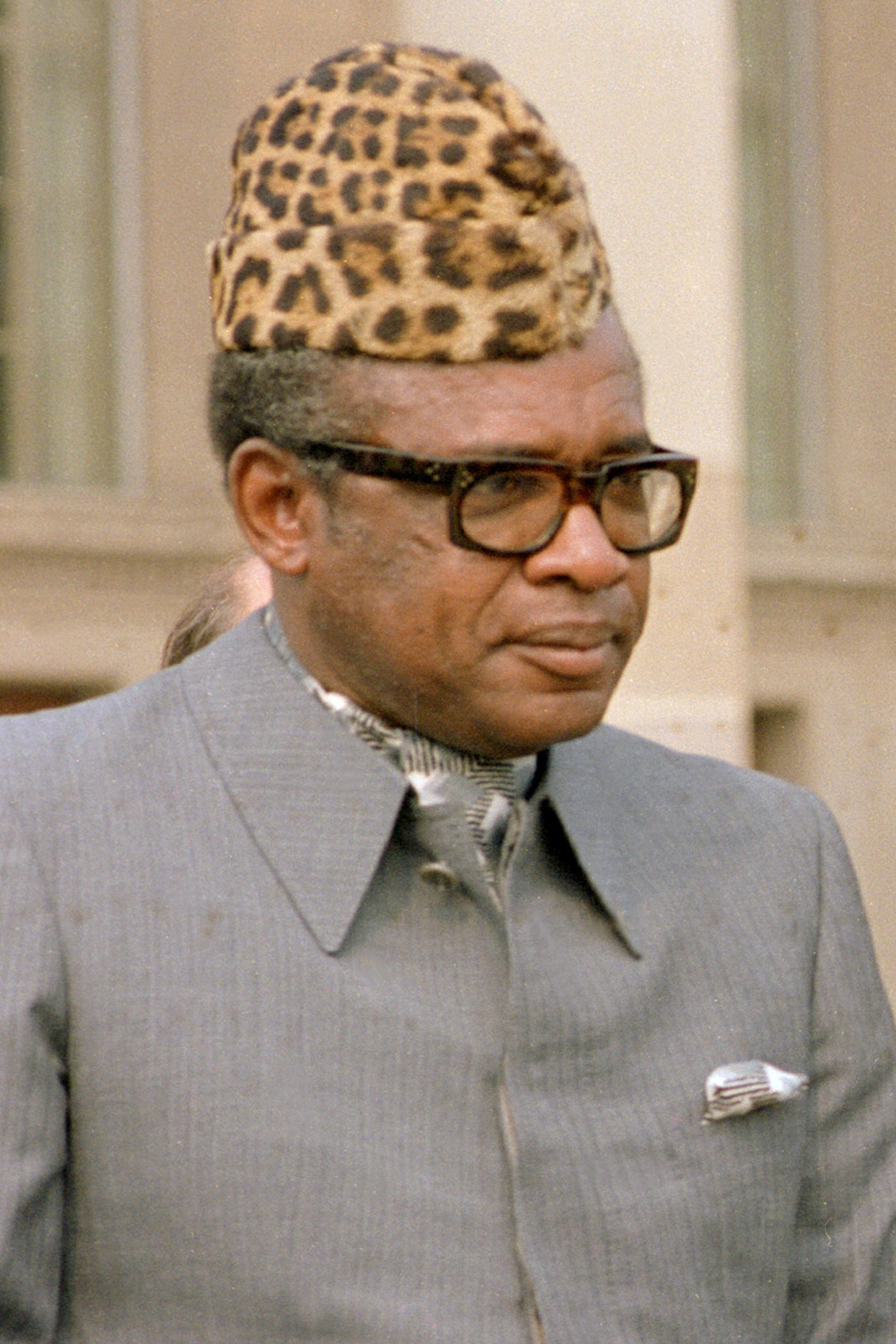
모부투 세세 세코

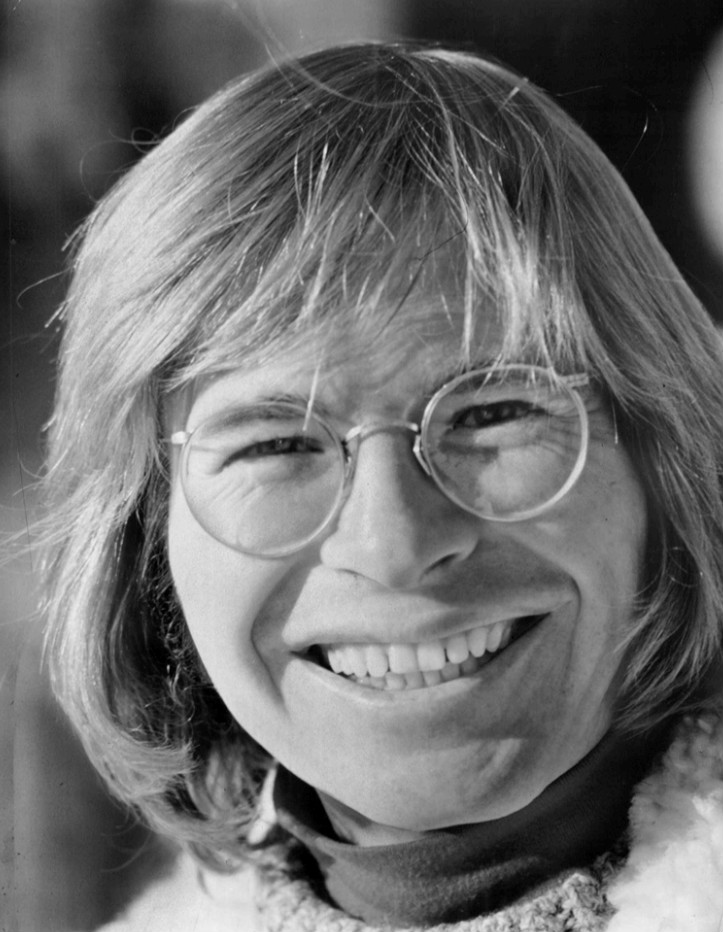
존 덴버

- 1월 8일 - 미국의 화학자 멜빈 캘빈 (1911년~)
- 1월 17일 - 미국의 천문학자 클라이드 톰보. (1906년~)
- 2월 3일 - 체코의 작가 보후밀 흐라발. (1914년~)
- 2월 19일 - 중화인민공화국의 정치인, 지도자 덩샤오핑. (1904년~)
- 2월 25일 - 대한민국의 언론인 이한영. (1960년~)
- 3월 14일 - 미국의 영화 감독 프레드 진네만. (1907년~)
- 5월 24일 - 일본의 기업인 사쿠라다 사토시. (1937년~)
- 5월 29일 - 미국의 가수 제프 버클리. (1966년~)
- 6월 2일 - 미국의 경제학자 마틴 브론펜브레너. (1914년~)
- 6월 26일 - 미국의 싱어송라이터 이즈라엘 카마카비보올레. (1959년~)
- 7월 2일 - 미국의 영화 배우 제임스 스튜어트. (1908년~)
- 7월 7일 - 대한민국의 기자 조달훈. (1951년~)
- 7월 10일 - 대한민국의 기업인 김인득. (1916년~)
- 7월 26일 - 일본의 수학자 고다이라 구니히코. (1915년~)
- 8월 1일
  - 러시아의 피아니스트 스뱌토슬라프 리흐테르. (1915년~)
  - 일본의 연쇄살인범 나가야마 노리오. (1949년~)
- 8월 4일 - 프랑스의 슈퍼센티네리언 잔 칼망. (1875년~)
- 8월 6일
  - 대한민국의 조종사 박용철. (1950년~)
  - 대한민국의 조종사 송경호. (1956년~)
  - 대한민국의 정치인 신기하. (1941년~)
  - 대한민국의 기자 홍성현. (1945년~)
  - 대한민국의 성우 장세준. (1957년~)
  - 대한민국의 성우 정경애. (1957년~)
- 8월 31일 - 영국의 왕세자빈 웨일스 공비 다이애나. (1961년~)
- 9월 5일
  - 마케도니아계 인도의 수녀 테레사 수녀. (1910년~)
  - 헝가리의 지휘자 게오르그 숄티. (1912년~)
- 9월 7일 - 콩고 민주 공화국의 군인 겸 정치인 모부투 세세 세코. (1930년~)
- 10월 12일 - 미국의 가수 존 덴버. (1943년~)
- 11월 24일 - 대한민국의 제4대 대통령 윤보선의 부인 공덕귀. (1910년~)
- 11월 29일 - 미국의 정치인·디트로이트의 첫 흑인 시장 콜먼 영. (1918년~)
- 12월 16일 - 미국의 아티스트, 자선가, 잉크화가 릴리언 디즈니. (1899년~)
- 12월 24일 - 일본의 배우 미후네 토시로. (1920년~)
- 12월 30일
  - 일본의 소설가 호시 신이치. (1926년~)
  - 대한민국의 범죄자 김용제. (1970년~)

## 노벨상
- 경제학상: 로버트 머턴, 마이런 숄즈
- 문학상: 다리오 포
- 물리학상: 스티븐 추, 클로드 코엔-타누지, 윌리엄 다니엘 필립스
- 생리학 및 의학상: 스탠리 프루지너
- 평화상: 조디 윌리엄스, 지뢰 금지 국제 운동
- 화학상: 폴 보이어, 존 E. 워커, 옌스 스코우

## 69회아카데미상수상
- 작품상: 잉글리쉬 페이션트
- 감독상: 앤소니 밍겔라(잉글리쉬 페이션트)
- 남우주연상: 제프리 러시(샤인)
- 여우주연상: 프랜시스 맥도먼드(파고)
- 남우조연상: 쿠바 구딩 주니어(제리 맥과이어)
- 여우조연상: 쥴리엣 비노쉬(잉글리쉬 페이션트)

## 달력
| 1월 |    |    |    |    |    |    |
| 일  | 월 | 화 | 수 | 목 | 금 | 토 |
|     |    |    | 1  | 2  | 3  | 4  |
| 5   | 6  | 7  | 8  | 9  | 10 | 11 |
| 12  | 13 | 14 | 15 | 16 | 17 | 18 |
| 19  | 20 | 21 | 22 | 23 | 24 | 25 |
| 26  | 27 | 28 | 29 | 30 | 31 |    |

| 2월 |    |    |    |    |    |    |
| 일  | 월 | 화 | 수 | 목 | 금 | 토 |
|     |    |    |    |    |    | 1  |
| 2   | 3  | 4  | 5  | 6  | 7  | 8  |
| 9   | 10 | 11 | 12 | 13 | 14 | 15 |
| 16  | 17 | 18 | 19 | 20 | 21 | 22 |
| 23  | 24 | 25 | 26 | 27 | 28 |    |

| 3월 |    |    |    |    |    |    |
| 일  | 월 | 화 | 수 | 목 | 금 | 토 |
|     |    |    |    |    |    | 1  |
| 2   | 3  | 4  | 5  | 6  | 7  | 8  |
| 9   | 10 | 11 | 12 | 13 | 14 | 15 |
| 16  | 17 | 18 | 19 | 20 | 21 | 22 |
| 23  | 24 | 25 | 26 | 27 | 28 | 29 |
| 30  | 31 |    |    |    |    |    |

| 4월 |    |    |    |    |    |    |
| 일  | 월 | 화 | 수 | 목 | 금 | 토 |
|     |    | 1  | 2  | 3  | 4  | 5  |
| 6   | 7  | 8  | 9  | 10 | 11 | 12 |
| 13  | 14 | 15 | 16 | 17 | 18 | 19 |
| 20  | 21 | 22 | 23 | 24 | 25 | 26 |
| 27  | 28 | 29 | 30 |    |    |    |

| 5월 |    |    |    |    |    |    |
| 일  | 월 | 화 | 수 | 목 | 금 | 토 |
|     |    |    |    | 1  | 2  | 3  |
| 4   | 5  | 6  | 7  | 8  | 9  | 10 |
| 11  | 12 | 13 | 14 | 15 | 16 | 17 |
| 18  | 19 | 20 | 21 | 22 | 23 | 24 |
| 25  | 26 | 27 | 28 | 29 | 30 | 31 |

| 6월 |    |    |    |    |    |    |
| 일  | 월 | 화 | 수 | 목 | 금 | 토 |
| 1   | 2  | 3  | 4  | 5  | 6  | 7  |
| 8   | 9  | 10 | 11 | 12 | 13 | 14 |
| 15  | 16 | 17 | 18 | 19 | 20 | 21 |
| 22  | 23 | 24 | 25 | 26 | 27 | 28 |
| 29  | 30 |    |    |    |    |    |

| 7월 |    |    |    |    |    |    |
| 일  | 월 | 화 | 수 | 목 | 금 | 토 |
|     |    | 1  | 2  | 3  | 4  | 5  |
| 6   | 7  | 8  | 9  | 10 | 11 | 12 |
| 13  | 14 | 15 | 16 | 17 | 18 | 19 |
| 20  | 21 | 22 | 23 | 24 | 25 | 26 |
| 27  | 28 | 29 | 30 | 31 |    |    |

| 8월 |    |    |    |    |    |    |
| 일  | 월 | 화 | 수 | 목 | 금 | 토 |
|     |    |    |    |    | 1  | 2  |
| 3   | 4  | 5  | 6  | 7  | 8  | 9  |
| 10  | 11 | 12 | 13 | 14 | 15 | 16 |
| 17  | 18 | 19 | 20 | 21 | 22 | 23 |
| 24  | 25 | 26 | 27 | 28 | 29 | 30 |
| 31  |    |    |    |    |    |    |

| 9월 |    |    |    |    |    |    |
| 일  | 월 | 화 | 수 | 목 | 금 | 토 |
|     | 1  | 2  | 3  | 4  | 5  | 6  |
| 7   | 8  | 9  | 10 | 11 | 12 | 13 |
| 14  | 15 | 16 | 17 | 18 | 19 | 20 |
| 21  | 22 | 23 | 24 | 25 | 26 | 27 |
| 28  | 29 | 30 |    |    |    |    |

| 10월 |    |    |    |    |    |    |
| 일   | 월 | 화 | 수 | 목 | 금 | 토 |
|      |    |    | 1  | 2  | 3  | 4  |
| 5    | 6  | 7  | 8  | 9  | 10 | 11 |
| 12   | 13 | 14 | 15 | 16 | 17 | 18 |
| 19   | 20 | 21 | 22 | 23 | 24 | 25 |
| 26   | 27 | 28 | 29 | 30 | 31 |    |

| 11월 |    |    |    |    |    |    |
| 일   | 월 | 화 | 수 | 목 | 금 | 토 |
|      |    |    |    |    |    | 1  |
| 2    | 3  | 4  | 5  | 6  | 7  | 8  |
| 9    | 10 | 11 | 12 | 13 | 14 | 15 |
| 16   | 17 | 18 | 19 | 20 | 21 | 22 |
| 23   | 24 | 25 | 26 | 27 | 28 | 29 |
| 30   |    |    |    |    |    |    |

| 12월 |    |    |    |    |    |    |
| 일   | 월 | 화 | 수 | 목 | 금 | 토 |
|      | 1  | 2  | 3  | 4  | 5  | 6  |
| 7    | 8  | 9  | 10 | 11 | 12 | 13 |
| 14   | 15 | 16 | 17 | 18 | 19 | 20 |
| 21   | 22 | 23 | 24 | 25 | 26 | 27 |
| 28   | 29 | 30 | 31 |    |    |    |

### 음양력 대조 일람
| 음력월 | 월건 | 대소 | 음력 1일의 양력 월일 | 음력 1일 간지 |
| ------ | ---- | ---- | -------------------- | ------------- |
| 1월    | 임인 | 소   | 2월 8일              | 신사          |
| 2월    | 계묘 | 소   | 3월 9일              | 경술          |
| 3월    | 갑진 | 대   | 4월 7일              | 기묘          |
| 4월    | 을사 | 소   | 5월 7일              | 기유          |
| 5월    | 병오 | 대   | 6월 5일              | 무인          |
| 6월    | 정미 | 소   | 7월 5일              | 무신          |
| 7월    | 무신 | 대   | 8월 3일              | 정축          |
| 8월    | 기유 | 대   | 9월 2일              | 정미          |
| 9월    | 경술 | 소   | 10월 2일             | 정축          |
| 10월   | 신해 | 대   | 10월 31일            | 병오          |
| 11월   | 임자 | 대   | 11월 30일            | 병자          |
| 12월   | 계축 | 소   | 12월 30일            | 병오          |